# Kim Rossi Stuart
Kim Rossi Stuart (ur. 31 października 1969 w Rzymie) – włoski aktor telewizyjny, filmowy i teatralny, reżyser, scenarzysta i producent filmowy.

## Życiorys

### Wczesne lata
Urodził się w Rzymie jako jedno z czworga dzieci i jedyny syn Klary Müller, byłej modelki holenderskiego pochodzenia i znanego z włoskich westernów aktora Giacomo Rossi Stuarta (1931-1994). Jego imię zaczerpnięto z powieści Rudyarda Kiplinga Kim. Ma trzy siostry: Ombrettę, Valentinę i Lorettę. Uczył się aktorstwa w Actors Studio w Nowym Jorku.

### Kariera

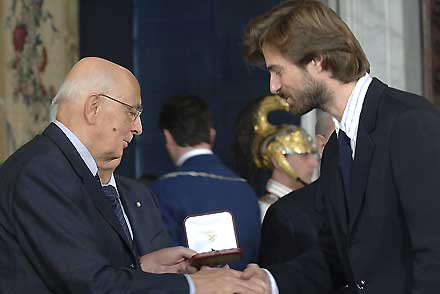
Kim Rossi Stuart (po prawej) z rąk prezydenta Republiki Włoskiej Giorgio Napolitano przyjmuje nagrodę podczas Premio Vittorio De Sica (2006)

Debiutował na dużym ekranie w wieku pięciu lat w historycznym dramacie kryminalnym Czyny szlachetnego rodu (Fatti di gente per bene, 1974) z Catherine Deneuve, Giancarlo Gianninim i Fernando Reyem. Mając 14 lat opuścił szkołę i rodzinny dom, aby rozpocząć karierę aktorską. Po niewielkiej roli wieśniaka w dramacie kryminalnym Imię róży (Der Name der Rose, 1986) obok Seana Connery i Christiana Slatera, został dostrzeżony jako Anthony Scott w dwuczęściowym filmie sensacyjnym Chłopiec ze złotym kimono (Il ragazzo dal kimono d'oro, 1987 i 1988) z Kenem Watanabe, Tedem Priorem i Janet Ågren oraz sequelu wideo z 1992.
W 1987 zagrał w sztuce André Gide’a Filottete na scenie Piccolo Teatro w Mediolanie. Międzynarodowym sukcesem była natomiast rola księcia Romualda we włoskim cyklu filmów fantastycznych Fantaghiro (Fantaghirò, 1991-94).
W 1994 występował na scenie jako Edmund w tragedii Williama Shakespeare’a Król Lear. W 1996 zagrał w komedii Érica-Emmanuela Schmitta Gość (Il visitatore, w reż. Antonio Calendy). W latach 1998–1999 grał tytułowego Hamleta (w reż. Antonio Calendy), a w 2000 - Makbeta (w reż. Giancarlo Cobelli'ego).
Po występie jako Angelo w komediodramacie Sercowa sprawa (Questione di cuore, 2009) był nominowany do David di Donatello i Nastro d’argento. Zagrał antagonistę w dwóch filmach Michele Placido: Opowieść kryminalna (Romanzo criminale, 2005) i Vallanzasca - Aniołowie zła (Vallanzasca - Gli angeli del male, 2010). 
Za swój debiut reżyserski, Wzdłuż grani (Anche libero va bene, 2006), który był prezentowany na 59. MFF w Cannes, otrzymał wiele nagród, w tym David di Donatello, Nastro d’argento, Globo d’oro i Ciak d’oro. Był na okładkach „Vanity Fair” (w sierpniu 2010, w sierpniu 2013 i w sierpniu 2016), „Gioia” (w styczniu 2011) i „GQ” (maj-czerwiec 2017).

## Życie prywatne
Był związany z aktorką Veronicą Logan. W 2010 związał się z Ilarią Spadą, z którą ma syna Ettore (ur. 26 listopada 2011). Pobrali się 2 marca 2019.

## Filmografia

### Filmy fabularne
- 1974: Czyny szlachetnego rodu (Fatti di gente per bene)
- 1986: Imię róży (Der Name der Rose) jako wieśniak
- 1987: Chłopiec ze złotym kimono/Wojownik karate (Il Ragazzo dal kimono d'oro) jako Anthony Scott
- 1988: Chłopiec ze złotym kimono 2/Wojownik karate 2 (Il Ragazzo dal kimono d'oro 2) jako Anthony Scott
- 1988: Domino jako Eugene
- 1989: Ekscentryczny wujek (Lo Zio indegno) jako Andrea
- 1992: Chłopiec ze złotym kimono 5/Wojownik karate 5 (Il Ragazzo dal kimono d'oro 5)
- 1994: Bez skóry (Senza pelle) jako Paola Tiziana
- 1994: Policjanci (Poliziotti) jako Andrea
- 1995: Po tamtej stronie chmur (Al di là delle nuvole) jako Silvano
- 1995: Złe serce (Cuore cattivo) jako Claudio
- 1998: Ogród Eden (I Giardini dell'Eden) jako Jezus Chrystus
- 1998: Ballada o czyścicielach szyb (La ballata dei lavavetri) jako Rafał
- 2002: Pinokio (Pinocchio) jako Lucignolo
- 2004: Klucze do domu (Le Chiavi di casa) jako Gianni
- 2005: Opowieść kryminalna (Romanzo criminale) jako Il Freddo
- 2006: Wzdłuż grani (Anche libero va bene) jako Renato Benetti
- 2007: Il disco del mondo: Piano, solo jako Luca Flores
- 2009: Sercowa sprawa (Questione di cuore) jako Angelo
- 2010: Vallanzasca - Gli angeli del male jako Renato Vallanzasca
- 2010: L'ange du mal
- 2013: Ton absence jako Guido
- 2014: Eks mojego życia (L'ex de ma vie) jako Nino
- 2015: Maraviglioso Boccaccio jako Calandrino

### Filmy TV
- 1984: I Ragazzi della valle misteriosa jako Pietro
- 1991: Jaskinia złotej róży (Fantaghiro) jako Romualdo
- 1991: W głębi serca (Un Posto freddo in fondo al cuore) jako Luca Savio
- 1992: W głębi serca (Posto Freddo in Fondo al Cuore)
- 1992: Fantaghiro 2 jako Romualdo
- 1993: Klątwa czarnoksiężnika (Fantaghiro 3) jako Romualdo
- 1994: Fantaghiro 4 (TV) jako Romualdo
- 1996: Robienie filmów to dla mnie życie (Fare un film per me è vivere)
- 1997: Czerwone i czarne (Le Rouge et le noir) jako Julien Sorel
- 2001: Uno bianca jako detektyw Valerio Maldesi
- 2004: Il Tunnel della libertà jako Mimmo

### Seriale TV
- 1987: Garibaldi il generale
- 1988: Szantaż (Il Ricatto) jako Luca
- 1992: Il Cielo non cade mai jako Nicola Brentano
- 1993: La Famiglia Ricordi jako Vincenzo Bellini